# Slovenski veliki leksikon
‎Slovenski veliki leksikon je leksikon v treh zvezkih v izdaji Mladinske knjige. I. knjiga (črke A-G) je izšla leta 2003, II. knjiga (črke H-O) leta 2004 in III. knjiga (črke P-Ž) leta 2005.
Leksikon ima na 2400 straneh 58.000 gesel, več kot 1200 fotografij in več kot 2000 izvirnih risb, preglednic, zastav in zemljevidov. Podatki so delo skoraj 200 avtorjev.